# Изумительный (фильм, 2008)
«Изумительный» (итал. Il divo — La spettacolare vita di Giulio Andreotti) — итальянский фильм режиссёра Паоло Соррентино, вышедший в 2008 году. В фильме рассказывается о последних годах карьеры бывшего премьер-министра Италии Джулио Андреотти. Фильм был впервые показан 23 мая 2008 года в рамках основного конкурса 61-го Каннского кинофестиваля, где получил Приз жюри. В 2010 году фильм был выдвинут на премию «Оскар» в номинации «Лучший грим».

## Сюжет
Кроме пунических войн, меня обвинили во всём, что произошло в Италии.Джулио Андреотти
История итальянского премьер-министра Джулио Андреотти, который избирался на свой пост семь раз. Повествование охватывает период, начиная с седьмых выборов Андреотти премьер-министром Италии в 1992 году. Он также выдвигался на пост президента Итальянской республики. Был знаменит своим чувством юмора, его также обвиняли в сговоре с мафией.
Фильм начинается с череды убийств ряда итальянских политиков, финансистов и журналистов — банкиров Роберто Кальви и Микеле Синдоны, журналиста Мино Пекорелли, заместителя командующего корпуса карабинеров, генерала Карло Альберто Далла Кьеза, руководителя ликвидационной комиссии банка «Privata Italiana» Джорджио Амбросоли, лидера Христианско-демократической партии, экс-премьер-министра Альдо Моро, судьи Джованни Фальконе. Затем гуляющий по ночному городу в сопровождении охраны Андреотти ненадолго останавливается у самодельной надписи на уличной стене «Резня и заговоры — дело рук Кракси и Андреотти», после чего посещает церковь.

## В ролях
- Тони Сервилло — премьер-министр Джулио Андреотти
- Флавио Буччи — Франко Эванджелисти, правая рука Андреотти, он же «Лемон»
- Карло Буччироссо — Паоло Чирино Помичино, глава казначейства, он же «Министр»
- Джорджо Коланджели — Сальво Лима, член парламента от христианских демократов, он же «Его Превосходительство»
- Альдо Ралли — Джузеппе Чьяррапико, бизнесмен, он же «Чьярра»
- Массимо Пополицио — Витторио Сбарделла, член парламента христианских демократов, он же «Акула»
- Акилле Бруньини — кардинал Фьоренцо Анджелини, он же «Его Святейшество»
- Анна Бонаюто — Ливия Данэзе
- Пьера Дельи Эспости — синьора Энэа, секретарь Джулио
- Джулио Бозетти — Эудженио Скальфари, журналист
- Паоло Грациози — Альдо Моро, президент христианских демократов
- Пьетро Бьонди — Франческо Коссига, президент Италии
- Альберто Кракко — Дон Марио Канчиани
- Лоренцо Джоелли — Мино Пекорелли, журналист
- Джанфеличе Импарато — Винченцо Скотти, министр внутренних дел, член Христианско-демократической партии
- Джованни Веттораццо — магистр Скарпинато
- Кристина Серафини — Катерина Станьо
- Фанни Ардан — жена французского посла
- Энцо Раи — Тото Риина, глава коза ностры

## Съёмочная группа
- Режиссёр: Паоло Соррентино (Paolo Sorrentino)
- Сценарий: Паоло Соррентино (Paolo Sorrentino)
- Оператор: Лука Бигацци (Luca Bigazzi)
- Монтаж: Кристиано Травальоли (Cristiano Travaglioli)
- Композитор: Тео Теардо (Teho Teardo)
- Художник: Лино Фьорито (Lino Fiorito)

## Саундтрек
1. Fissa lo sguardo — Teho Teardo
2. Sono ancora qui — Teho Teardo
3. I miei vecchi elettori — Teho Teardo
4. Toop Toop — Cassius
5. Che cosa ricordare di lei? — Teho Teardo
6. Un’altra battuta — Teho Teardo
7. Il cappotto che mi ha regalato Saddam — Teho Teardo
8. Notes for a New Religion — Teho Teardo
9. Gammelpop — Barbara Morgenstern & Robert Lippok
10. Non ho vizi minori — Teho Teardo
11. Ho fatto un fioretto — Teho Teardo
12. Possiedo un grande archivio — Teho Teardo
13. Double Kiss — Teho Teardo
14. Nux Vomica — The Veils
15. Il prontuario dei farmaci — Teho Teardo
16. La corrente — Teho Teardo
17. 1. Allegro Flute concerto in D major (Il gardellino) — Вивальди, Антонио
18. Pavane, Op.50 — Габриэль Форе
19. Da, da, da, ich lieb' Dich nicht, Du liebst mich nicht — Trio
20. E la chiamano estate — Бруно Мартино

## Премии и награды

### Премия«Оскар»
- Номинация:
  - Лучший грим — Альдо Синьоретти и Витторио Содано.

### 61-й Каннский кинофестиваль
- Приз Жюри — Паоло Соррентино
- Номинация на «Золотую пальмовую ветвь» — Паоло Соррентино

### Премия«Бодил»
- Номинация «Лучший не американский фильм»

### Премия «Давид ди Донателло»
- Премии:
  - Лучший актёр — Тони Сервилло
  - Лучший оператор — Лука Бигацци (Luca Bigazzi)
  - Лучший дизайн волос — Альдо Синьоретти (Aldo Signoretti)
  - Лучший грим — Витторио Содано (Vittorio Sodano)
  - Лучшая музыка — Тео Теардо (Teho Teardo)
  - Лучшая женская роль второго плана — Пьера Дельи Эспости (Piera Degli Esposti )
  - Лучшие визуальные эффекты — Никола Зганка (Nicola Sganca), Родольфо Мильяри (Rodolfo Migliari)
- Номинации:
  - Лучший художник по костюмам — Даниэла Чьянчио (Daniela Ciancio)
  - Лучший режиссёр — Паоло Соррентино
  - Лучший монтаж — Кристиано Травальоли (Cristiano Travaglioli)
  - Лучший продюсер — Андреа Оккипинти (Andrea Occhipinti), Никола Джулиано (Nicola Giuliano), Франческа Чима (Francesca Cima), Маурицио Копполеккья (Maurizio Coppolecchia)
  - Лучший художник — Лино Фьорито (Lino Fiorito)
  - Лучший сценарий — Паоло Соррентино
  - Лучший звук — Эмануэле Чечере (Emanuele Cecere)
  - Лучшая мужская роль второго плана — Карло Буччироссо (Carlo Buccirosso)

### ПремияEuropean Film Awards
- Премии:
  - Лучший европейский актёр — Тони Сервилло
- Номинации:
  - Лучший оператор — Лука Бигацци (Luca Bigazzi)
  - Лучший режиссёр — Паоло Соррентино
  - Лучший фильм
  - Лучший сценарист — Паоло Соррентино

### Премия Итальянского национального синдиката киножурналистов[1]
- Премии «Серебряная лента»:
  - Лучший актёр — Тони Сервилло
  - Лучший режиссёр — Паоло Соррентино
  - Лучший сценарист — Паоло Соррентино
  - Лучший продюсер — Андреа Оккипинти (Andrea Occhipinti), Фабио Конверси (Fabio Conversi), Никола Джулиано (Nicola Giuliano), Франческа Чима (Francesca Cima), Маурицио Копполеккья (Maurizio Coppolecchia)
- Специальная премия «Серебряная лента»:
  - Лучшая женская роль второго плана года — Пьера Дельи Эспости (Piera Degli Esposti )
- Номинации «Серебряная лента»:
  - Лучший оператор — Лука Бигацци (Luca Bigazzi)
  - Лучший монтаж — Кристиано Травальоли (Cristiano Travaglioli)
  - Лучший художник — Лино Фьорито (Lino Fiorito)
  - Лучший звук — Эмануэле Чечере (Emanuele Cecere)
  - Лучшая женская роль второго плана — Анна Бонаюто (Anna Bonaiuto)

### Общество кинокритиков Сан-Диего
- Премия SDFCS:
  - Лучший фильм на иностранном языке

## Критика
Фильм получил главным образом положительные оценки от критиков. На 14 декабря 2009 года веб-сайт Rotten Tomatoes сообщил о 44 положительных и 4 отрицательных обзорах, дав фильму 92%-ную «оценку одобрения».
Питер Брюнетт из The Hollywood Reporter похвалил фильм, высоко оценив его зрелищность, блестящую игру и качество саундтрека, но отметил, что фильм, скорее всего, не будет иметь большого успеха за пределами Италии. Стивен Холден из The New York Times выразил мнение, что «теневые отношения между политиками, мафией и Ватиканом будет трудно расшифровать американской аудитории, поскольку большинство реальных персонажей мало известны за пределами Италии». Холден поставил фильм «в один ряд с лучшими работами Мартина Скорсезе и Фрэнсиса Форда Копполы».

## Художественные особенности
Фильм начинается с показа убийств разных политических деятелей, которые показаны под музыкальное сопровождение песни «Toop Toop» группы «Cassius».